# 科克浩特浩尔蒙古族乡
科克浩特浩尔蒙古族乡是中华人民共和国新疆维吾尔自治区伊犁哈萨克自治州尼勒克县下辖的一个民族乡。

## 行政区划
科克浩特浩尔蒙古族乡下辖以下村级行政区划单位：
科克浩特浩尔村、喀什村、恰合那木村、恰勒根村、吉仁台村、墩买里村、库热村、奇仁托海村、于许吐别村和托普村。